# Renton (Dunbartonshire Occidentale)
Renton (An Reantan in lingua gaelica scozzese) è una località della Scozia, situata nell'area di consiglio di Dunbartonshire Occidentale.